# Baja California
För andra betydelser, se Baja California (olika betydelser).
Baja California är en av Mexikos delstater och ligger i den nordvästra delen av landet. Den utgör den norra halvan av halvön Baja California och gränsar till USA i norr, Stilla havet i väster, delstaten Baja California Sur i söder samt Californiaviken och delstaten Sonora i öster. Folkmängden uppgår till cirka 3,4 miljoner invånare. Administrativ huvudort är Mexicali men den största staden är Tijuana. Till delstaten hör även Guadalupeön, som är belägen cirka 280 kilometer väster om fastlandet.

## Administrativ indelning
Delstaten är indelad i fem kommuner:
- Ensenada
- Mexicali
- Playas de Rosarito
- Tecate
- Tijuana